# Meunier (cépage)
Pour les articles homonymes, voir Meunier.
Le meunier ou pinot meunier est un cépage noir de cuve, issu d'une mutation du pinot noir. Il est essentiellement présent dans le vignoble de Champagne (il représente le tiers de l'encépagement champenois) en France. C'est le cépage typique de l'AOC Orléans.
C'est un plant de vigueur moyenne. Il résiste assez bien aux gelées d'hiver et se plaît assez bien dans des sols argileux et humides. Son vin est peu coloré, moins fin et moins alcoolique que celui du pinot noir. Ses arômes sont fruités (banane, framboise, pomme).
Il est classé recommandé en Champagne, dans le vignoble du Val-de-Loire et en Bourgogne.

## Synonymes

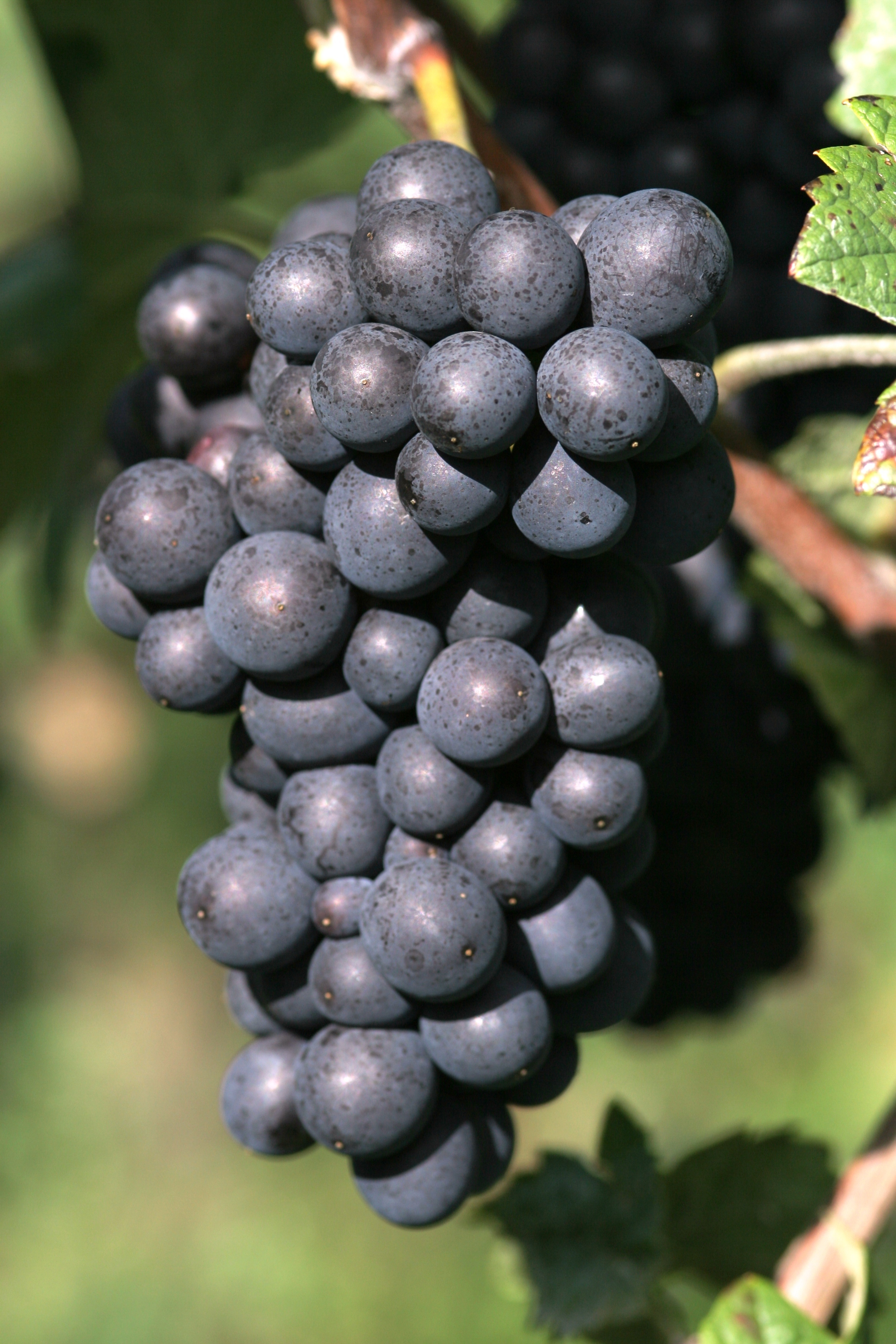
Grappe mûre de Meunier N.

Le meunier est aussi connu sous les noms suivants :
- Auvernat gris
- Auvernat meunier
- Blanc meunier
- Blanche feuille
- Carpinet
- Cerny mancujk
- Crédinet
- Farineux noir
- Fernaise
- Frésillon
- Fromenté
- Frühe blaue müllerrebe
- Goujeau
- Gris meunier
- Meunier gris
- Miller grape
- Miller´s burgundy
- Molnar toke
- Molnar toke kek
- Molnarszölö
- Morillon
- Morillon tacone
- Morone farinaccio
- Moucnik
- Müllerrebe
- Noirin enfariné
- Noirien de Vuillapans
- Pineau meunier
- Pino meine
- Pinot negro
- Pinot noir
- Plant de brie
- Plant meunier
- Plant munier
- Postitschtraube
- Rana modra mlinaria
- Rana modra mlinarica
- Resseau
- Riesling noir
- Sarpinet
- Schwarzriesling
- Trézillon
- Wrotham pinot

## Cycle végétatif
Son cycle végétatif a une durée approximative de 170 jours de son entrée en végétation jusqu’à la maturité des baies. La floraison est légèrement plus tardive que celle du pinot noir ce qui le rend plus sensible à la coulure et au millerandage. Sa maturité est de 1re époque tardive.